# Motel Qū
Motel Qū (persiska: ساقيكِلايِه, سَلمان شَهر, Sāqīkelāyeh, متل قو) är en ort i Iran.   Den ligger i provinsen Mazandaran, i den norra delen av landet, 110 km norr om huvudstaden Teheran. Antalet invånare är 9 592.
Terrängen runt Motel Qū är varierad, och sluttar norrut. Runt Motel Qū är det ganska tätbefolkat, med 96 invånare per kvadratkilometer. Motel Qū är det största samhället i trakten. I omgivningarna runt Motel Qū växer i huvudsak blandskog.